# Џејми Шеј
Џејми Патрик Шеј (енгл. Jamie Patrick Shea; Лондон, 11. септембар 1953) бивши је портпарол НАТО-а. Био је заменик помоћника генералног секретара за нове безбедносне изазове у седишту НАТО-а у Бриселу све до пензионисања крајем септембра 2018.
Привукао је пажњу током рата на Косову и Метохији 1999. године, када је служио као портпарол НАТО-а. Погинулу децу и одрасле цивиле у НАТО бомбардовању Југославије описао је као „цену победе над злом”. У марту 1999. изјавио је: „Србе треба спокојно бомбардовати, јер ће све брзо заборавити”. Након те изјаве, аналитичари су га назвали србофобом и дискримнатором.
Ожењен је и има двоје деце, ћерку и сина.